# En frygtelig Fejltagelse
En frygtelig Fejltagelse er en dansk stumfilm fra 1912 produceret af The Copenhagen Film Co. og instrueret af Axel Strøm, der også skrev filmens manuskript sammen med Axel Breidahl.
Filmen er den første film, der blev produceret af Oscar Emanuel Nathansohns nyoprettede The Copenhagen Film Compagni. Nathanson havde i 1906 åbnet egen biograf på Gammel Kongevej 100, som han blot kaldte Biografen, og ønskede i 1912 at påbegynde egenproduktion af film. Filmen havde premiere den 29. august 1912 i Nathansons "Biografen". Filmen, der varede hele fem kvarter, beskrives som værende lang og kedelig.

## Handling
Denne artikel mangler et handlingsreferat. Hjælp os med at skrive det.

## Medvirkende
- Nicolai Neiiendam - Storm, professor og berømt maler
- Berthe Forchhammer - Toni, model
- Poul Rosenberg - Tonis bror, tjener hos Storm
- Axel Strøm - Præst og ven til Storm
- Lily Jansen
- Alexander Bovenschulte
- Vera Lindstrøm